# Ronde van Spanje 2010/Dertiende etappe
De dertiende etappe van de Ronde van Spanje 2010 werd verreden op vrijdag 10 september 2010. Het was een vlakke rit van Rincón de Soto naar Burgos over een afstand van 193,7 km.

## Verslag
Met slechts twee kleine klimmetjes van derde categorie onderweg was deze rit gedoemd om te eindigen in een massasprint in de straten van Burgos. Toch waren er weer vijf vluchters: de Belg Olivier Kaisen, de Nederlander Niki Terpstra, de Australiër Allan Davis en de Italianen Giampaolo Cheula en Manuele Mori. Maar, zoals voorspeld, kwam er op 3,5 km van de streep een algemene hergroepering. Op 500m van de streep zette Matthew Goss de spurt in voor zijn kopman en leider in het puntenklassement Mark Cavendish, die al heel vroeg uit het wiel kwam. Toch kon hij al de rest afhouden, en zo zijn tweede zege op rij binnenrijven. Hij kwam met een sprongetje over de finish, zelden gezien in een spurt tegen snelheden van om en bij de 60 km/h. Noors kampioen Thor Hushovd werd tweede, Daniele Bennati derde. Cavendish verstevigde zo zijn groene trui. De andere klassementen bleven ongewijzigd.

## Uitslagen
| Plaats  | Naam                | Ploeg                   | Tijd     |
| ------- | ------------------- | ----------------------- | -------- |
| Winnaar | Mark Cavendish      | Team HTC-Columbia       | 4u50'18" |
| 2       | Thor Hushovd        | Cervélo                 | z.t.     |
| 3       | Daniele Bennati     | Liquigas                | z.t.     |
| 4       | Jawhen Hoetarovitsj | La Française des Jeux   | z.t.     |
| 5       | Manuel Cardoso      | Footon-Servetto-Fuji    | z.t.     |
| 6       | Tyler Farrar        | Team Garmin-Transitions | z.t.     |
| 7       | Denis Galimzjanov   | Katjoesja               | z.t.     |
| 8       | Koldo Fernández     | Euskaltel-Euskadi       | z.t.     |
| 9       | Theo Bos            | Cervélo                 | z.t.     |
| 10      | Johnny Walker       | Footon-Servetto-Fuji    | z.t.     |
|         |                     |                         |          |
| 26      | Greg Van Avermaet   | Omega Pharma-Lotto      | z.t.     |

| Plaats    | Naam              | Ploeg              | Tijd      |
| --------- | ----------------- | ------------------ | --------- |
| Rode trui | Igor Antón        | Euskaltel-Euskadi  | 56u28'03" |
| 2         | Vincenzo Nibali   | Liquigas           | + 45"     |
| 3         | Xavier Tondó      | Cervélo            | + 1'04"   |
| 4         | Joaquim Rodríguez | Katjoesja          | + 1'17"   |
| 5         | Ezequiel Mosquera | Xacobeo-Galicia    | + 1'29"   |
| 6         | Marzio Bruseghin  | Caisse d'Epargne   | + 1'57"   |
| 7         | Rubén Plaza       | Caisse d'Epargne   | + 2'07"   |
| 8         | Rigoberto Urán    | Caisse d'Epargne   | + 2'13"   |
| 9         | Nicolas Roche     | AG2R               | + 2'30"   |
| 10        | Fränk Schleck     | Team Saxo Bank     | + 2'30"   |
|           |                   |                    |           |
| 26        | Jan Bakelants     | Omega Pharma-Lotto | + 8'01    |
| 27        | Laurens ten Dam   | Rabobank           | + 8'07    |

## Nevenklassementen
| Plaats      | Naam             | Ploeg                   | Punten |
| ----------- | ---------------- | ----------------------- | ------ |
| Groene trui | Mark Cavendish   | Team HTC-Columbia       | 111    |
| 2           | Tyler Farrar     | Team Garmin-Transitions | 90     |
| 3           | Igor Antón       | Euskaltel-Euskadi       | 75     |
|             |                  |                         |        |
| 4           | Philippe Gilbert | Omega Pharma-Lotto      | 67     |
| 61          | Theo Bos         | Cervélo                 | 9      |

| Plaats                | Naam             | Ploeg              | Punten |
| --------------------- | ---------------- | ------------------ | ------ |
| Bolletjestrui (blauw) | David Moncoutié  | Cofidis            | 41     |
| 2                     | Serafín Martínez | Xacobeo-Galicia    | 36     |
| 3                     | Gonzalo Rabuñal  | Xacobeo-Galicia    | 25     |
|                       |                  |                    |        |
| 11                    | Niki Terpstra    | Team Milram        | 7      |
| 20                    | Philippe Gilbert | Omega Pharma-Lotto | 4      |

| Plaats     | Naam              | Ploeg              | Punten |
| ---------- | ----------------- | ------------------ | ------ |
| Witte trui | Igor Antón        | Euskaltel-Euskadi  | 8      |
| 2          | Xavier Tondó      | Cervélo            | 24     |
| 3          | Ezequiel Mosquera | Xacobeo-Galicia    | 27     |
|            |                   |                    |        |
| 7          | Philippe Gilbert  | Omega Pharma-Lotto | 56     |
| 21         | Laurens ten Dam   | Rabobank           | 123    |

| Plaats | Ploeg             | Tijd       |
| ------ | ----------------- | ---------- |
|        | Caisse d'Epargne  | 168u52'16" |
| 2      | Katjoesja         | + 6'46"    |
| 3      | Euskaltel-Euskadi | + 8'49"    |

## Opgaves
- Hayden Roulston (Team HTC-Columbia)
- Julian Dean (Team Garmin-Transitions) - Niet gestart

1e etappe ·
2e etappe ·
3e etappe ·
4e etappe ·
5e etappe ·
6e etappe ·
7e etappe ·
8e etappe ·
9e etappe ·
10e etappe ·
11e etappe ·
12e etappe ·
13e etappe ·
14e etappe ·
15e etappe ·
16e etappe ·
17e etappe ·
18e etappe ·
19e etappe ·
20e etappe ·
21e etappe
Startlijst · Eindstanden · Afbeeldingen